# 唐克美
唐克美（1939年11月—），女，浙江人，生于上海，中国工艺美术师，中国民主同盟盟员。

## 生平
1939年出生于上海，籍贯浙江。1958年考入浙江美术学院，1962年毕业后分配至北京工艺美术学校任教。1972年调入北京工艺美术研究所，从事设计与理论研究。1982年调任北京工美总公司副总经理，主管技术与教育。1999年离岗，2008年6月正式退休。
2018年11月，在北京工美行业人大代表政协委员对话会上，荣获“北京工艺美术行业特别荣誉勋章”。

## 出版物
参与编写《玉器图录》《景泰蓝图案》《青铜器造型与图案》《曾侯乙墓出土文物造型与纹样》等图书，代表性论文《景泰蓝史话》《繁荣昌盛的中国现代玉器》《铭刻在二十世纪末的中国象牙雕刻》《我国现代金银细金工艺——金银器的继承与创新》。